# Copris hispanus
Espèce
Copris hispanus, ou le copris espagnol, est une espèce d'insectes coléoptères de la famille des Scarabaeidae.

## Description
Le « copris espagnol » porte sur le front une vigoureuse corne, pointue et recourbée en arrière, pareille à la longue branche d'un pic. À semblable corne, le copris lunaire adjoint deux fortes pointes taillées en soc de charrue, issues du thorax ; et entre les deux, une protubérance à arête vive faisant office de large racloir.
Les élytres sont très nettement striés dans le sens longitudinal. 
Comme chez les bousiers, la tête est large, plate, à bord tranchant et aplatie en forme de pelle et les pattes antérieures puissantes et dentelées avec des tibias élargis qui font office de râteau.